# Pesco Sannita
Pesco Sannita – miejscowość i gmina we Włoszech, w regionie Kampania, w prowincji Benewent.
Według danych na I 2009 gminę zamieszkiwały 2083 osoby przy gęstości zaludnienia 86,4 os./1 km².